# Мицкевич, Адам
Ада́м Берна́рд Мицке́вич (бел. Ада́м Берна́рд Міцке́віч; пол. Adam Bernard Mickiewicz, лит. Adomas Bernardas Mickevičius, российское имя — Ада́м-Берна́рд Никола́евич Мицке́вич (рус. дореф. Адамъ-Бернардъ Николаевичъ Мицкевичъ); 24 декабря 1798, фольварк Заосье, Новогрудский уезд, Виленская губерния, Российская империя (ныне Гродненская область, Беларусь) — 26 ноября 1855, Константинополь, Османская империя) — белорусский и польский писатель, поэт и переводчик, драматург, педагог, политический публицист, деятель польского национального движения, член общества филоматов.
Оказал большое влияние на становление польской, литовской, белорусской и украинской литературы XIX века. В Польше считается одним из трёх величайших польскоязычных поэтов эпохи романтизма (наряду с Юлиушем Словацким и Зигмунтом Красинским). Белорусские литературоведы считают Мицкевича одним из родоначальников новой белорусской литературы, произведения Мицкевича включены в школьную программу белорусской литературы. Язык Адама Мицкевича — это в значительной степени язык дворянства Беларуси и Литвы, который с точки зрения грамматического строя и лексического ресурса имеет много белорусских элементов.
Мицкевич известен как критик католической церкви: его эссе на религиозную тематику «L’Église officielle et le messianisme» (Официальная церковь и мессианизм) и «L’Église et le Messie» (Церковь и Мессия) в 1848 году были занесены в Индекс запрещённых книг и находились там вплоть до отмены «Индекса» по решению Второго ватиканского собора.

## Биография

### Ранние годы
Сын шляхтича герба Порай Николая Мицкевича (1765—1812), адвоката в Новогрудке (ныне Беларусь); семья принадлежала к белорусскому роду Мицкевичей, известных в Новогрудском воеводстве с начала XVIII века. Связь с богатым родом Рымвид- Мицкевичей из Минского воеводства является выдумкой отца поэта и самого Адама Мицкевича. Мать поэта происходила из шляхетского рода Маевских, известных в Новогрудском воеводстве во времена Великого княжества Литовского ещё с 1650 года. Крещён в фарном костёле Новогрудка 12 февраля 1799 года. Брат Адама, Александр, был первым профессором юридического факультета Киевского университета, затем — профессором Харьковского университета.
Получив образование в доминиканской школе при новогрудском храме Михаила Архангела (1807—1815), поступил в Виленский университет (1815) на физико-математический факультет, но вскоре перевёлся на словесный. С 1817 года участвовал в создании и деятельности патриотических молодёжных кружков филоматов и филаретов, написал программные стихотворения («Ода к юности», 1820 и другие). По окончании университета служил учителем в Ковно (современный Каунас) (1819—1823).
В октябре 1823 года был арестован в Вильне (современный Вильнюс) по раздутому Н. Н. Новосильцевым «Делу филоматов» и заключён в тюрьму, располагавшуюся в помещении бывшего базилианского монастыря Святой Троицы. В апреле 1824 года был выпущен из тюрьмы на поруки, а в октябре того же года выслан в Санкт-Петербург. С февраля по март 1825 года жил в Одессе, с выездом в Крым, с декабря 1825 года — Москва (где неудачно пытался жениться на Каролине Яниш, будущей поэтессе и переводчице Каролине Павловой), с ноября 1828 года снова Петербург. В 1825—1828 годах служил в канцелярии военного генерал-губернатора в Москве. В России сблизился с участниками декабристского движения (К. Ф. Рылеев, А. А. Бестужев), с видными русскими писателями и поэтами (А. С. Пушкин, А. А. Дельвиг, И. В. Киреевский, братья Ксенофонт и Николай Полевые, Д. В. Веневитинов, Е. А. Баратынский), с библиографом и знаменитым автором эпиграмм С. А. Соболевским, также дружил с поэтом А. М. Янушкевичем. Особенно близкие дружеские отношения связали Мицкевича с поэтом и журналистом князем Петром Андреевичем Вяземским, который стал первым переводчиком на русский язык «Крымских сонетов».
В мае 1829 года выехал из Петербурга за границу.

### Эмиграция
Жил в Германии, Швейцарии, Италии. После безуспешной попытки присоединиться к участникам восстания 1831 года остановился на несколько месяцев в Дрездене. В 1832 году поселился в Париже, сотрудничал с деятелями польской эмиграции, занимался политической публицистикой. В 1839—1840 годах преподавал латинскую литературу в Лозанне. В 1840 году стал первым профессором славянской словесности в Коллеж де Франс. В 1841 году подпал под влияние проповедника польского мессианства Анджея Товяньского. За пропаганду идей Товяньского и бонапартизма французское правительство в 1845 году отстранило Мицкевича от чтения лекций. В 1852 году он был отправлен в отставку.
В апреле 1855 года Мицкевич овдовел и уже осенью 1855 года уехал в Константинополь, намереваясь организовать Новый польский, а также еврейский легион для помощи французам и англичанам в борьбе с Россией.
Заразившись холерой, умер 26 ноября. Перед смертью сказал своему другу Служальскому, когда тот спросил, не хочет ли он что-либо передать детям: «Пусть любят друг друга», — и через несколько минут прибавил еле слышным шёпотом: «Всегда!».
В 1890 году прах Мицкевича был перевезён из Парижа (кладбище в Монморанси) в Краков и помещён в саркофаг в Вавельском кафедральном соборе.

## Личная жизнь
В студенческие годы, а именно во время летних каникул 1818 года, в имении Верещаков в Тугановичах Мицкевич познакомился с Марылей Верещако (Marianna Ewa Wereszczakówna), дочерью брестского судьи. В имение Адам приехал вместе с Томашем Заном по приглашению друзей — братьев Марыли. Девушка была обручена с графом Вавжинцем Путкамером, поэтому не могла развивать отношения с Адамом.
22 июля 1834 года Адам Мицкевич женился на также происходившей из франкистской семьи Целине Шимановской, дочери известной пианистки и композитора Марии Шимановской, которая родила ему шестерых детей: дочерей Марию и Хелену, а также сыновей Владислава (1838—1926) — видного деятеля польской эмиграции, Юзефа (1850—1938), Александра и Яна.
Целина Мицкевич (16.07.1812 — 05.03.1855) была похоронена сначала на парижском кладбище Пер-Лашез, а позднее перезахоронена на польском кладбище в Монморанси. После смерти Целины Мицкевич покинул Париж и уехал в Константинополь, где вскоре умер. Поэт прибыл в Стамбул в сентябре 1855 года, чтобы помочь организовать польский полк Османской армии во время Крымской войны.

## Адреса, где жил Мицкевич
- Новогрудок 1811—1819 год, улица Валевская (ныне — улица Ленина), д.1, 231400.
- Вильна (современный Вильнюс), Литва, 1822 г. ул. Бернардинская (совр. лит. Bernardinų g.), д. 11.
- Санкт-Петербург, 04.1828 — 15.05.1829 года — дом И.-А. Иохима, Большая Мещанская улица, 39.
- Одесса, февраль — март 1825 г. — Дерибасовская улица, 16.
- Евпатория, июль 1825, ул. Караимская, 53. Мицкевич прибыл на яхте «Каролина» из Одессы в компании с Генрихом Ржевуским (будущим шурином Бальзака). Итогом этого путешествия по Крыму явился замечательный лирический цикл «Крымские сонеты», которые он посвятил «товарищам по крымскому путешествию».
- Гурзуф — лето 1825 г. (Республика Крым), ул. Набережная Пушкина, 1. Дом герцога А.-Э. де Ришельё, где в 1820 году гостил А. С. Пушкин.
- Стеблев (Черкасская область, Украина) 1825 — по пути в Крым Мицкевич несколько дней гостевал в имении Головинского (бывшее имение кн. Яблоновского) в Киевской губернии, на реке Рось («скала Мицкевича»).
- Харьков, ул. Университетская — 25.11.1825 года — дом проф. Даниловича.
- Москва, 12.1825 — 03.1826 года — пансион Фёдора Лехнера — Малая Дмитровка, 3/10.

## Творчество
Первое стихотворение «Городская зима» («Zima miejska») опубликовано в 1818 году в виленской газете «Tygodnik Wileński». Изданный Юзефом Завадским первый стихотворный сборник «Поэзия» («Poezje», т. 1, Вильна, 1822) включал «Баллады и романсы» («Ballady i Romanse») и предисловие «О романтической поэзии» («O poezji romantycznej»), став манифестом романтического направления в польской литературе.
Одним из первых его произведений была «Живиля», в котором героиня, литовская девушка Живиля, убивает своего возлюбленного за то, что тот впускает в родной город русских. Это было одним из первых его произведений, переведённым на другой (литовский) язык Симоном Даукантосом в 1819 году.
Во второй том «Поэзии» (1823) вошли романтическая лироэпическая поэма «Гражина» («Grażyna») и 2-я и 4-я части драматической поэмы «Дзяды». В России вышла книга «Сонеты» (1826), включившая цикл «Крымские сонеты» (Sonety krymskie) с образом героя-пилигрима, тоскующего о покинутой родине, и новыми для польской поэзии восточными мотивами.
Из романтических стихотворений поэта большое влияние на культуру оказало написанное в 1825 году в Одессе небольшое произведение «К Д. Д.» («Когда в час веселья…»): в Польше музыку к нему написал Ф. Шопен, а переводы на русский язык использовали А. А. Алябьев, М. И. Глинка, П. И. Чайковский, Н. А. Римский-Корсаков и др. (в общей сложности около 20 композиторов).
В Санкт-Петербурге в 1828 году вышла поэма «Конрад Валленрод» («Konrad Wallenrod») с посвящением императору Николаю I. В ней повествуется о борьбе населения Литвы с крестоносцами. Главный персонаж — трагический герой, одинокий борец в стане врага, жертвующий личным счастьем ради спасения своего народа. Литовец по происхождению, мнимо отрёкшийся от своей родины и ставший во главе Тевтонского ордена, он своим коварством ведёт Орден к катастрофе. Поэма прочитывалась современниками как аллюзия борьбы поляков с поработителями и разрешение проблемы примирения морали с политикой: внешне смириться с оказавшимся сильнее врагом и пойти на службу к нему, одновременно тайно действуя против него («валленродизм»). В сборник «Поэзия» (т. 1—2, 1829) вошли лирические стихи, поэма «Фарис» и баллады.
В 3-й части поэмы «Дзяды» (1832) с фрагментарным построением и двумя планами действия, фантастическим и реальным, изображено, в частности, следствие по делу филаретов, излагается доктрина «польского мессианизма», согласно которой страдания Польши связаны с особым историческим призванием народа-мученика — «Христа народов».
К «Дзядам» примыкает «Отрывок» — цикл стихотворений с картинами России. В него вошли такие стихи, как «Памятник Петру Великому», «Дорога в Россию», «Олешкевич», «Петербург», «Русским друзьям». Своим стихотворением «Русским друзьям» (1830) Мицкевич хотел сказать, что призывает к борьбе не с русским народом, а с имперским гнётом, от которого страдают как поляки, так и русские. В нём, обращаясь к русским поэтам, он спрашивает, остались ли они верны своим свободолюбивым идеалам: «Может быть, кто-то из вас продал душу свою царю и сегодня на его пороге бьёт ему поклоны… Может быть, кто-то из вас продажным языком прославляет его триумф и радуется мучениям своих друзей…».
Идеи польского мессианизма развиты в художественно-публицистическом сочинении «Книги польского народа и польского пилигримства» («Księgi narodu polskiego i pielgrzymstwa polskiego», 1832). Польское население призвано участвовать во всеобщей войне за вольность народов, воскресение которых должно привести к воскресению Польши. Те же идеи пропагандировались в статьях Мицкевича в газете «Польский пилигрим» («Pielgrzym Polski», 1832—1833).
Крупнейшее произведение Мицкевича — эпическая поэма «Пан Тадеуш» («Pan Tadeusz czyli Ostatni zajazd na Litwie»), писавшаяся в 1832—1834 годах и изданная в Париже в 1834 году. В поэме создан полный ностальгии и юмора образ красочных, но исторически обречённых шляхетских нравов. Считается польской национальной эпопеей и шедевром словесной живописи. «Пан Тадеуш» экранизирован польским режиссёром Анджеем Вайдой (1999).
Мицкевич, сосредоточив в себе дух своего народа, первый дал польской поэзии право иметь свой голос среди умственных депутатов Европы и вместе с тем дал ей возможность действовать и на нашу поэзию.

## Язык Мицкевича
Язык Адама Мицкевича является в большой степени языком польскоязычной шляхты в Беларуси и Литве, к которой принадлежал сам поэт и которая с точки зрения грамматической системы и лексических ресурсов имеет в себе множество белорусских элементов, восходящих к местным белорусским говорам. В своём творчестве провинциализмы поэт вводил целенаправленно, тем самым подчеркивая свою локальную особенность. Доктор филологических наук и профессор БГУ Николай Хаустович отмечает, что язык своих произведений Мицкевич называл польским, изредка — «литвинским».
Многие учёные, как историки литературы, так и языковеды, соглашаются с тем, что сложно говорить о языке поэта как о художественном средстве, пока не будет изучен объём и характер его провинциализмов. Профессор Университета имени Адама Мицкевича Станислав Добжицкий в своей работе «Несколько наблюдений за языком Мицкевича» зарегистрировал многочисленные языковые факты, встречающиеся в произведениях Мицкевича, которые выходят за границы литературного польского языка.
В 1936 году литературовед и доктор философии польской и славянской литературы Виленского университета Станислав Станкевич в своем труде «Белорусские элементы в польской романтической поэзии» (пол. Pierwiastki białoruskie w polskiej poezji romantycznej) программно подсуммировал отличительные черты в сфере фонетики, морфологии, синтаксиса и особенности грамматических категорий рода и числа языка Адама Мицкевича в его стихотворных произведениях и филоматской корреспонденции поэта.
Зная литовский язык, Мицкевич придумал и несколько имён, используя разные литовские слова, включая популярное в Литве и Польше имя Гражина; лит. Gražina, пол. Grażyna, построенное от литовского слова graži («красивая») и популярное в Литве имя Живиле; лит. Živilė от литовских слов žygiuoti («двигаться») и viltis («надежда»). Единственные фрагменты на жемайтском говоре литовского языка записаны Мицкевичем в Париже (на Batignol rue de la Santé в 1851 или 1852 г.), когда при встрече с другом Людмилевом Корыльским, при игре в шахматы и распевании польских и литовских песен, разыгрался спор. Корыльский начал петь литовские песни на жемайтском говоре. Мицкевич, встревожившись, что песни поются неправильно, взял листок бумаги и записал по памяти эти три литовские песни. Песни опубликованы в 1908 году сыном Мицкевича Владиславом.

## Мицкевич в переводах
На русский язык произведения Мицкевича переводили поэты и переводчики разных масштабов дарования. А. С. Пушкин перевёл балладу «Три Будрыса» (в переводе «Будрыс и его сыновья», 1833; опубликован в «Библиотеке для чтения» в 1834 году) — чрезвычайно точный перевод, считающийся непревзойденным шедевром переводческого искусства, а также балладу «Воевода» и вступление к «Конраду Валленроду». Первый перевод части драматической поэмы «Дзяды» принадлежит В. А. фон Роткирху. Среди переводчиков Мицкевича — И. И. Козлов, который в 1827 году по прозаическому подстрочнику П. А. Вяземского полностью перевёл «Крымские сонеты», Н. В. Берг, переводивший стихотворения и эпическую поэму «Пан Тадеуш», В. Г. Бенедиктов («Гражина», «Конрад Валленрод», лирика), Г. П. Данилевский, С. Ф. Дуров, А. Н. Майков (в частности, «Крымские сонеты»), Л. А. Мей, П. И. Вейнберг, А. П. Колтоновский (в конце 1890 — начале 1900-х), позднее — К. Д. Бальмонт, В. Я. Брюсов, Игорь Северянин, акмеист М. А. Зенкевич, Е. Г. Полонская, Н. Н. Асеев («Песнь филаретов»), О. Б. Румер («Пловец», «Иоахиму Лелевелю» и другие стихотворения), С. И. Кирсанов (в частности, «Посвящение в альбом», широко известное по альбому Давида Тухманова «По волне моей памяти», «Смерть полковника», «Редут Ордона»), Михаил Светлов («Колокол и колокольцы», «Упрямая жена» и другие стихотворения), М. С. Живов, Л. Н. Мартынов («Дзяды», стихотворения), Давид Самойлов (отдельные стихотворения), Арсений Тарковский («Гражина», стихотворения «Шанфари», «Альмотенабби»), А. М. Гелескул, прозаик и переводчик Асар Эппель и многие другие поэты и переводчики. Сонеты Мицкевича, помимо М. Ю. Лермонтова, А. Н. Майкова, И. А. Бунина, В. Ф. Ходасевича и других поэтов, переводил В. Левик.
Среди переводчиков на белорусский язык — В. И. Дунин-Марцинкевич, Александр Ельский, Янка Купала, Б. А. Тарашкевич, Пётр Битель, Язэп Семежон, Максим Лужанин, Рыгор Бородулин, Серж Минскевич, Константин Цвирка, Михась Скобла, Ирина Богданович, Анатоль Брусевич. Существует три полных перевода «Пана Тадеуша» на белорусский язык.
На литовский язык Мицкевича переводили Симонас Даукантас, Э. Даукша, В. Кудирка, Майронис, М. Густайтис («Крымские сонеты» и «Дзяды»), К. Юргелионис (стихотворения), Л. Гира, К. Шакянис (в 1924 перевёл «Пана Тадеуша»), В. Миколайтис-Путинас, Ю. Марцинкявичюс и другие поэты.
Переводами на украинский язык занимались П. А. Кулиш, П. П. Гулак-Артемовский, Елена Пчилка, М. Ф. Рыльский.
На чешском языке Мицкевич публиковался в переводах Ярослава Врхлицкого, Э. Красногорской.
На казахский язык Мицкевича впервые перевёл Абай Кунанбаев в 1892—1893 г.г.
На эсперанто Мицкевича переводили А. Грабовский и И. Лейзерович.

## Отзывы об Адаме Мицкевиче
По словам литературного критика того времени, Ксенофонта Полевого, А. С. Пушкин относился к Мицкевичу с величайшим уважением. Великий русский поэт, который обычно сам господствовал в кругу литераторов, в присутствии Мицкевича был крайне скромен, и даже обращался к Мицкевичу, желая услышать его одобрения, так как считал Адама Мицкевича более образованным и учёным.
В 1828 году русский поэт Василий Жуковский после выхода поэмы Мицкевича «Конрад Валленрод» как-то сказал Пушкину: «Знаешь, брат, ведь он заткнёт тебя за пояс», на что Пушкин ответил: «Ты не так говоришь, он уже заткнул меня». Осенью 1826 года на одном из вечеров в знаменитом салоне Зинаиды Волконской Пушкин восторгался импровизациями Мицкевича и, по свидетельству современника, во время одной из них "вскочил с места и, ероша волосы, почти бегая по зале, восклицал: «Что за гений! Что за священный огонь! Что я в сравнении с ним?».
А. С. Пушкин посвятил Адаму Мицкевичу целый ряд своих произведений: «В прохладе сладостной фонтанов» (1828), «Он между нами жил» (1834), строки в стихотворениях «Сонет» (1830) и в «Путешествии Онегина» (1829—1830). После отъезда Мицкевича из России в мае 1829 года Пушкин написал:
«…Он вдохновен был свыше
И свысока взирал на жизнь».

## Издания
- Sonety Adama Mickiewicza. Moskwa. 1826
- Dzieła. Wydanie narodowe, t. 1-16, Warszawa, 1949—1955
- Dzieła. Wydanie jubileuszowe, t. 1-16; Warszawa, 1955
- Dzieła wszystkie, t. 1, 4, Warszawa, 1969-72
- Собрание сочинений, т. 1-5, Москва, 1948—1954
- Избранные произведения. Москва — Ленинград, 1929
- Мицкевич А. Избранные произведения: В 2-х т / Пер. с пол.; Под ред. М. Рыльского и др. ; Вступ. статьи М. Рыльского и М. Живова; Ил.: Л. Кравченко и др. — М.: Гослитиздат, 1955.
- Мицкевич А. Зима мне снилась: переводы Павла Алешина. 2024: https://ridero.ru/books/zima_mne_snilas/
- Мицкевич А. Стихотворения. Поэмы / Пер. с пол.; Вступ. статья, сост. и примеч. Б. Стахеева; Ил.: Ф. Константинов. — М.: Художественная литература, 1968. — 742, [26] с. — (Б-ка всемирной литературы. Серия Вторая. Литература XIX в. / Ред. совет: Абашидзе И. В. и др.; Т. 96).

## Память
- В Санкт-Петербурге, в Графском переулке, установлен бюст Мицкевичу.
- В честь Мицкевича названы кратер на Меркурии и астероид 5889 Mickiewicz.
- В Новогрудке открыт Дом-музей Адама Мицкевича, названа улица, насыпан Курган, установлен памятник.
- В Вильнюсе действуют лицей имени Адама Мицкевича с преподаванием на польском языке, музей Адама Мицкевича, установлен памятник, а также действует Публичная библиотека Вильнюсского округа имени Адама Мицкевича. В районе Жверинас есть улица Адама Мицкевича (лит. Mickevičiaus gatvė), являющаяся продолжением главной улицы города — проспекта Гедимина, носившего имя поэта в период между Первой мировой и Второй мировой войнами[38][39][40].
- Институт Адама Мицкевича в Варшаве, расположенный в Сахарном дворце.
- В Каунасе названа улица в честь Мицкевича.
- В Киеве с 1961 года есть улица Адама Мицкевича.
- В Москве в 1964—1993 годах Большой Патриарший переулок назывался улицей Адама Мицкевича.
- В Харькове в 1999 году установлена мемориальная доска в память о встрече Мицкевича с П. Гулаком-Артемовским (1825)
- В Одессе в память о поэте установлены:
  - Памятник на пересечении улицы Бунина и Александровского проспекта;
  - Мемориальная доска на фасаде бывшего Ришельевского лицея по Дерибасовской, 16[41].
- Во Львове установлен памятник (или Колонна Адама Мицкевича) и названа площадь.
- В Ивано-Франковске (бывш. Станиславов, Станислав) установлен памятник и названа площадь.
- В Тбилиси названа улица в честь Мицкевича.
- В Бресте в честь Мицкевича названа улица и установлен бюст.
- В Лиде есть улица Адама Мицкевича и установлен бюст.
- В Гродно в честь Мицкевича названа улица и установлен бюст.
- В Минске в честь Мицкевича назван сквер, где установлен памятник поэту.
- В г. Веймаре (Германия) установлен бюст.
- В г. Шальчининкай установлен памятник А. Мицкевичу.
- В Калининградской области г. Зеленоградск в городском саду у Литературной тропы открыт памятник А. Мицкевичу 08.08.2015 .
- В 2016 году улица Чапаева в Бердянске переименована в улицу Адама Мицкевича[42].
- В Мостовском районе Гродненской области имя А. Мицкевича носит сельскохозяйственное предприятие.
- В Кишинёве одна из муниципальных библиотек носит имя Адама Мицкевича.
- В Бургасе именем Мицкевича названа улица, на которой он жил за месяц до смерти, и установлен памятник (1949).
- В Стамбуле (Константинополь) есть улица Адама Мицкевича (на ней стоял дом, в котором умер поэт).
- В Париже также имеется улица Мицкевича, установлен памятник.
- В Яффе есть улица Адама Мицкевича.
- В Софии есть улица Адам Мицкевич.
- 29 декабря 1998 года Национальным банком Республики Беларусь выпущена памятная монета "200 лет со дня рождения А. Мицкевича".

## В филателии и нумизматике
- В СССР и Беларуси были выпущены почтовые марки, посвящённые Мицкевичу.
- В 1998 году Национальным банком Республики Беларусь выпущены в обращение памятные монеты, посвящённые 200–летию со дня рождения Адама Мицкевича[43].
- 20 мая 1998 года выпущена в обращение почтовая марка «200 лет со дня рождения Адама Мицкевича (1798-1855)»[44].
- 10 ноября 2023 года Министерство связи и информатизации Республики Беларусь выпустило обращение почтовый блок «225 лет со дня рождения Адама Мицкевича»[45].
- В 1976 году в Польше появилась монета номиналом 10 злотых с изображением А. Мицкевич.

## В кинематографии
- На IX конкурсе имени Ежи Гедройца (итоги подведены в Минске 31 марта 2009 года) фильм Олега Лукашевича «Эпоха Адама Мицкевича» удостоен Диплома с отличием.

## Памятники Адаму Мицкевичу
- В 2021 году памятник Адаму Мицкевичу был установлен в Кишиневе (Молдова). Автор молдавский скульптор Вячеслав Жиглицкий[46].

- Варшава
- Львов
- Познань
- Краков
- Брест
- Перемышль
- Гданьск
- Новогрудок
- Крыница-Здруй
- Бурбишки
- Злотув
- Минск
- Вильнюс
- Санкт-Петербург
- Веймар
- Трускавец
- Париж
- Варшава
- Одесса
- Ивано-Франковск
- Лида
- Зеленоградск
- Гродно
- Бургас
- Збараж

## Места
- Курган около Замковой горы в честь Адама Мицкевича (Новогрудок)
- Курган Адама Мицкевича (там же в Новогрудке)
- Музей-усадьба Мицкевичей в Заосье
- Музей-усадьба Мицкевичей в Заосье (продолжение)
- Музей-усадьба  Мицкевичей в Заосье (продолжение)
- Музей-усадьба  Мицкевичей в Заосье (продолжение)